# Erynephala subvittata
Erynephala subvittata es una especie de insecto coleóptero de la familia Chrysomelidae.
Fue descrita científicamente en 1838 por Demay.